# 제26회 홍콩 영화 금상장
제26회 홍콩 영화 금상장은 2007년 4월 15일에 열린 시상식이다.

## 수상 및 후보

### 작품상
- 아버지와 아들 - 담가명 수상
- 황후花 - 장이머우
- 방축 - 두기봉
- 무인 곽원갑 - 우인태
- 흑사회 2 - 두기봉

### 감독상
- 아버지와 아들 - 담가명 수상
- 황후花 - 장이머우
- 방축 - 두기봉
- 흑사회 2 - 두기봉
- 적벽대전 1부 - 거대한 전쟁의 시작 - 오우삼

### 각본상
- 아버지와 아들 - 담가명 외 1명 수상
- 생일쾌악 - 실비아 창
- 아요성명 - 완세생
- 흑사회 2 - 유내해 외 1명
- 상성 - 상처받은 도시 - 장문강

### 남우주연상
- 아요성명 - 유청운 수상
- 황후花 - 주윤발
- 아버지와 아들 - 곽부성
- 상성 - 상처받은 도시 - 양조위
- 무인 곽원갑 - 이연걸

### 여우주연상
- 황후花 - 공리 수상
- 대장부 2 - 모순균
- 생일쾌악 - 유약영
- 이사벨라 - 이사벨라 롱
- 귀역 - 이심결

### 남우조연상
- 아버지와 아들 - 오경도 수상
- 흑사회 2 - 임달화
- 흑사회 2 - 장가휘
- 황후花 - 주걸륜
- 황후花 - 유엽

### 여우조연상
- 야연 - 저우쉰 수상
- 아버지와 아들 - 임희뢰
- 다이어리 - 이사벨라 롱
- 아요성명 - Candice Yu
- The Mother Is A Belly Dancer - Kristal Tin Yui Lee

### 신인상
- 아버지와 아들 - 오경도 수상
- 아요성명 - Huo Si Yan
- 구교구 - Pei Pei
- 무인 곽원갑 - Sun Li
- BB 프로젝트 - Matthew Medvedev

### 촬영상
- 상성 - 상처받은 도시 - 유위강 수상
- 아버지와 아들 - 리판빙
- 이사벨라 - Charlie Lam
- 방축 - Cheng Siu Keung
- 황후花 - 자오 샤오딩

### 편집상
- 적벽대전 1부 - 거대한 전쟁의 시작 - Eric Kong Chi Leung 수상
- 아버지와 아들 - Patrick Tam Ka Ming
- 방축 - 데이비드 리처드슨
- 상성 - 상처받은 도시 - Azrael Chung Wai Chiu
- 무인 곽원갑 - 버지니아 카츠 외 1명

### 미술상
- 황후花 - 후오 팅샤오 수상
- 야연 - 티미 입
- 아버지와 아들 - Patrick Tam Ka Ming 외 1명
- 이사벨라 - 만림중
- 상성 - 상처받은 도시 - Man Lim Chung

### 의상&메이크업상
- 황후花 - 해중문 수상
- 이사벨라 - Stephanie Wong
- 야연 - 티미 입
- 상성 - 상처받은 도시 - Man Lim Chung
- 적벽대전 1부 - 거대한 전쟁의 시작 - Tong Huamiao

### 무술감독상
- 무인 곽원갑 - 원화평 수상
- 황후花 - 정소동
- 적벽대전 1부 - 거대한 전쟁의 시작 - Stephen Tung Wai
- 용호문 - 견자단
- BB 프로젝트 - 성룡

### 영화음악상
- 이사벨라 - 캄 푸이 탓 피터 수상
- 야연 - 탄 둔
- 상성 - 상처받은 도시 - 진광영
- 황후花 - 우메바야시 시게루
- 적벽대전 1부 - 거대한 전쟁의 시작 - 카와이 켄지

### 주제가상
- 황후花 - 주걸륜 수상
- 사대천왕 - Couto Remotigue Jr.
- 생일쾌악 - Fai Young Chan
- 야연 - 탄 둔
- 무인 곽원갑 - 주걸륜

### 음향효과상
- 귀역 - Nakom Kositpaisal 수상
- 야연 - Wang Danrong
- 황후花 - Tao Jing 외 1명
- 적벽대전 1부 - 거대한 전쟁의 시작 - 스티브 버제스 외 1명
- 무인 곽원갑 - Richard E. Yawn

### 시각효과상
- 귀역 - Ng Yuen Fai 외 3명 수상
- 야연 - Jiang Yanming
- 황후花 - Angela Barson 외 3명
- 적벽대전 1부 - 거대한 전쟁의 시작 - Clement Cheng 외 2명
- 용호문 - Koan Hui

### 아시아영화상
- 괴물 - 봉준호
- 소해불분 2 - 양지강
- 천리주단기 - 장이머우
- 데스 노트 - 카네코 슈스케
- 크레이지 스톤 - 닝 하오

### 신인감독상
- 사대천왕 - 오언조 수상
- 천생일대 - 나영창
- Marriage With A Fool - Patrick Kong